# Bundesjagdgesetz
Das Bundesjagdgesetz (BJagdG) ist seit der Föderalismusreform 2006 ein der Abweichungsgesetzgebung der Länder unterliegendes Bundesgesetz der konkurrierenden Gesetzgebung, welches in Deutschland das Jagdrecht regelt. Es bestimmt die jagdbaren Tiere, d. h. was als Wild definiert wird und enthält Vorschriften zur Jagdausübung. Es regelt, wer wann was, wo und wie jagen darf.
Dabei stellt es jedoch nur die einstweilen weiter fortgeltenden Rahmenbedingungen auf, während die Gesetzgebungskompetenz seit 2006 gleichrangig bei Bund und Ländern liegt, wobei dem jeweils jüngeren Gesetz alleinige Geltung zukommt (Art. 72 Abs. 3 Satz 2 GG). De facto führt dieses „Ping-Pong-Modell“ zu einem Vorrang der Landesgesetzgebung, da der Bund nicht jede landesrechtliche Regelung durch ein neues Bundesgesetz ablösen kann.
Das Bundesjagdgesetz enthält in § 38 Strafvorschriften (wg. der unzulässigen Jagdausübung (Wilderei): Verstoß gegen die Schonzeiten oder Tötung eines Elterntieres nach § 22) und gehört somit zum Nebenstrafrecht. Daneben eröffnet § 42 BJagdG den Ländern die Möglichkeit, in den Landesjagdgesetzen Strafvorschriften zu erlassen.

## Geschichte
Das 1952 in Kraft getretene und 1976 und 2011 überarbeitete Bundesjagdgesetz basiert inhaltlich weitgehend auf dem am 3. Juli 1934 verabschiedeten Reichsjagdgesetz.
Die Vorgeschichte und Entstehung des Bundesjagdgesetzes in der Nachkriegszeit war dadurch gekennzeichnet, dass die organisierte Jägerschaft und Vertreter der neu konstituierten Länder eine möglichst unveränderte Fortgeltung des Reichsjagdgesetz anstrebten, während selbiges auf Widerstand bei den alliierten Besatzungsmächten stieß, insbesondere den Vereinigten Staaten. Die Vertreter der US-Militärverwaltung übten dabei scharfe Kritik u. a. am als Eingriff ins private Eigentumsrecht erachteten Zwang zur Eingliederung einzelner Grundeigentümer in Jagdgenossenschaften und erachteten die dadurch geschaffenen Rahmenbedingungen insgesamt als „feudalistisches System“, das nur vergleichsweise wohlhabenden Jagdpächtern die Jagd erlaubt. Infolge dieser Einschätzung erfolgte am 15. November 1948 die Aufhebung des Reichsjagdgesetz durch Lucius D. Clay, Militärgouverneur der amerikanischen Besatzungszone in Deutschland.

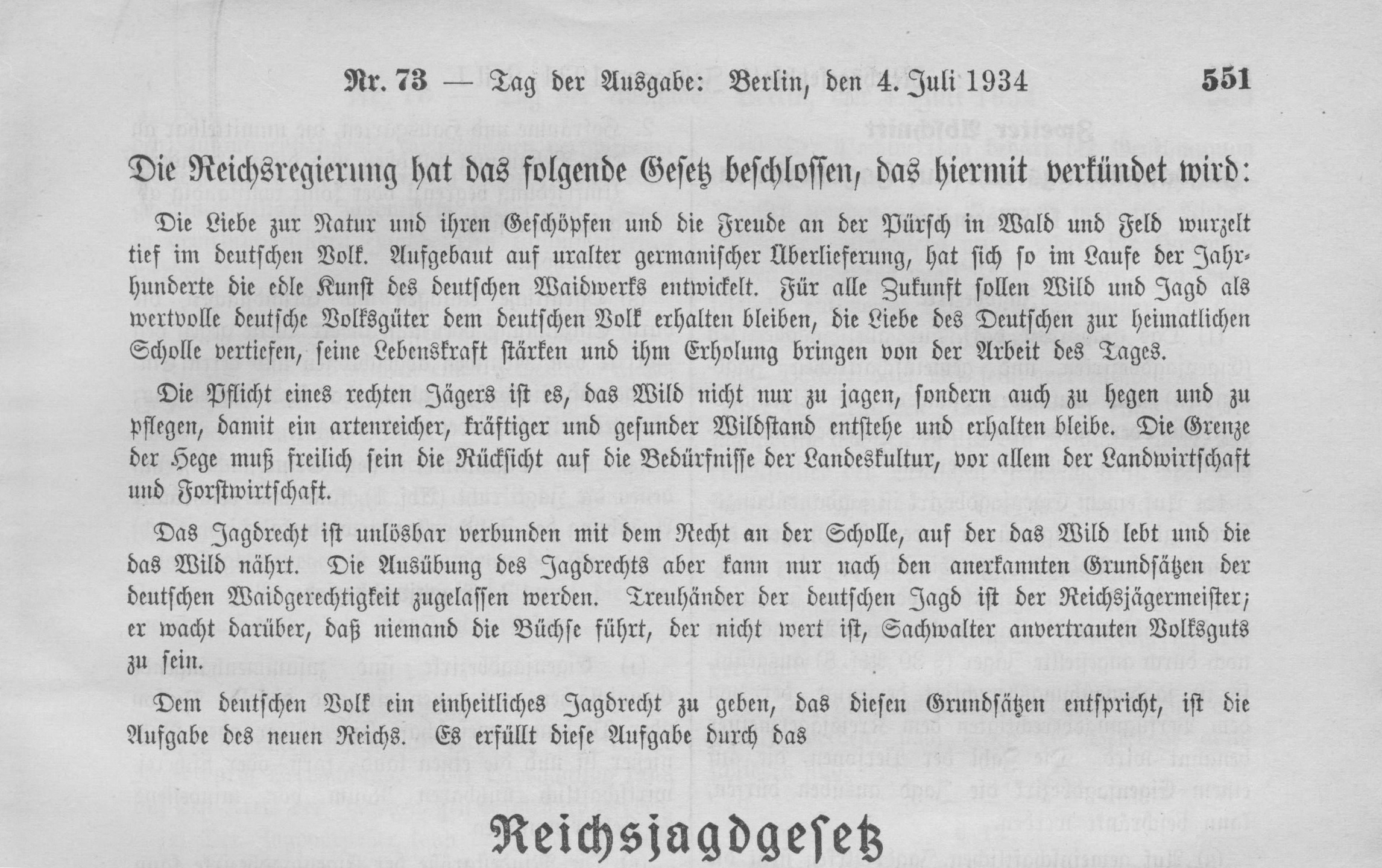
Die Präambel des Reichsjagdgesetzes im Reichsgesetzblatt

Aufgrund der sich abzeichnenden Wiedererlangung der (Teil-)Souveränität der neuen Bundesrepublik durch Verabschiedung des Grundgesetzes sowie wegen des Beharrens deutscher Vertreter, gaben die USA 1949 ihren Widerstand gegen eine weitgehende Übernahme des Reichsjagdgesetz ins bayerische Jagdgesetz und später das Bundesjagdgesetz schließlich auf. Während einige der am Reichsjagdgesetz kritisierten Punkte, wie die teils von Reichsjägermeister Hermann Göring selbst verfasste, von Gedanken der Eugenik und nationalsozialistischer Blut-und-Boden-Ideologie geprägte Präambel, die Pflichtmitgliedschaft aller Jäger in einem einzelnen Jagdverband und die verbandseigene Ehrengerichtsbarkeit, im Bundesjagdgesetz entfielen, blieb das durch das Reichsjagdgesetz geschaffene bzw. vereinheitlichte Jagdsystem in Deutschland weitgehend bestehen.
Umfangreichere Änderungen gab es 1961 und vor allem 1976. Das 1976 neu verkündete Gesetz enthielt vor allem Anpassungen beim Artenkatalog, Regelungen zu Hegegemeinschaften (§ 10a), Änderungen bei der Jäger- und Falknerprüfung und der Erteilung des Jagdscheins sowie vor allem Änderungen zur Stärkung des Tierschutzes. Seit 1976 ist zudem „die Pflege und Sicherung der Lebensgrundlagen des Wildes“ als Ziel der Hege festgelegt.
Das Gesetz wurde auch in der Folgezeit immer wieder angepasst. So wurde 2013 der § 6a eingefügt. Damit können Grundeigentümer, die einer Jagdgenossenschaft angehören und die Bejagung ihrer Flächen aus ethischen Gründen ablehnen, auf Antrag aus der Jagdgenossenschaft ausscheiden. Das Gesetz enthält flankierende Regelungen zur Haftung des ausscheidenden Grundeigentümers für Wildschäden, zur Wildfolge und zum jagdlichen Aneignungsrecht. Geändert wurde auch die Strafvorschrift zur Jagdwilderei (Paragraf 292 des Strafgesetzbuches) als Folge der neu geschaffenen Befriedung aus ethischen Gründen. Betritt ein Jäger eine aus ethischen Gründen befriedete Grundfläche, die nicht als solche erkennbar ist, macht er sich dadurch nicht strafbar.
Der Bundestag beschloss im Juli 2016, Paragraf 19 des Bundesjagdgesetzes anzupassen, da eine Entscheidung des Bundesverwaltungsgerichts in Leipzig vom 7. März für Unsicherheit bei Waffenbesitzern sorgte. Das BVerwG sah es nach § 19 Abs. 1 Nr. 2 Buchstabe c des Gesetzes in der seit 1977 geltenden Fassung als verboten an, als Jäger halbautomatische Waffen zu besitzen, wenn sie ein Magazin aufnehmen können, welches mehr als zwei Patronen fassen kann. Tausenden von Jägern drohte daraufhin der Entzug ihrer waffenrechtlichen Erlaubnis und der freien Verfügbarkeit ihres Eigentums. Die Änderung ist am 10. November 2016 in Kraft getreten.
2018 trat der neue § 28a in Kraft, der den Umgang mit invasiven Tierarten regelt.
Im Februar 2021 hat die Bundesregierung einen ersten Entwurf für eine weitere Anpassung des Bundesjagdgesetzes vorgelegt. Neu ist das Ziel der „Verjüngung des Waldes im Wesentlichen ohne Schutzmaßnahmen“ mit verpflichtenden Vegetationsgutachten. Außerdem vorgesehen sind eine Änderung der Regelungen zur Verwendung bleihaltiger Munition, die Einführung bundeseinheitlicher Eckpunkte zur Jägerprüfung und die Einführung eines Schießübungsnachweises.

## Abschnitte
Das BJagdG wird in 11 Abschnitte mit 46 Paragrafen unterteilt:

### I. Abschnitt Das Jagdrecht
§§ 1–3
Das Jagdrecht beinhaltet die ausschließliche Befugnis, auf einem bestimmten Gebiet das als solches definierte Wild zu hegen, die Jagd unter Beachtung der Weidgerechtigkeit auszuüben und es sich anzueignen. Mit dem Jagdrecht ist die Pflicht zur Hege verbunden, die als Ziel die Erhaltung eines den landschaftlichen und landeskulturellen Verhältnissen angepassten artenreichen und gesunden Wildbestandes hat. Die Hege muss so durchgeführt werden, dass Beeinträchtigungen einer ordnungsgemäßen land-, forst- und fischereiwirtschaftlichen Nutzung, insbesondere Wildschäden, möglichst vermieden werden. Das Jagdrecht ist untrennbar mit dem Eigentum am Grund und Boden verbunden und die Jagdausübung an Jagdbezirke gebunden.

### II. Abschnitt Jagdbezirke und Hegegemeinschaften
§§ 4–10
Als Jagdbezirke werden Eigenjagdbezirke und gemeinschaftliche Jagdbezirke und ihre jeweilige Gestaltung erfasst. Ebenso die befriedeten Bezirke, insbesondere die Befriedung aus ethischen Gründen. Die Bildung der Jagdgenossenschaft als Körperschaft des Öffentlichen Rechts und ihre Jagdnutzung sowie die beratenden Hegegemeinschaften werden festgelegt.

### III. Abschnitt Beteiligung Dritter an der Ausübung des Jagdrechts
§§ 11–14
Die Ausübung des Jagdrechts in seiner Gesamtheit kann, unter Einhaltung der Mindestflächen und der Pachtflächenhöchstgrenze, an Dritte für mindestens neun Jahre verpachtet werden. Der Jagdpachtvertrag ist schriftlich abzuschließen und der zuständigen Behörde anzuzeigen. Pächter darf nur sein, wer einen Jahresjagdschein besitzt und schon vorher einen solchen während dreier Jahre in Deutschland besessen hat. Weiterhin werden das Erlöschen des Jagdpachtvertrages, die Rechtsstellung der Mitpächter und ein Wechsel des Grundeigentümers festgelegt.

### IV. Abschnitt Jagdschein
§§ 15–18a
Wer die Jagd ausübt, muss einen, auf seinen Namen lautenden, im gesamten Bundesgebiet gültigen Jagdschein mit sich führen. Bei der Beizjagd zusätzlich einen Falknerjagdschein. Voraussetzung ist eine Jägerprüfung, bzw. ebenso zusätzlich eine Falknerprüfung. Jugendliche ab 16 Jahren können einen Jugendjagdschein erwerben und nur in Begleitung eines erwachsenen Jägers die Einzeljagd ausüben. Der Jagdschein ist bei Unzuverlässigkeit zu versagen oder einzuziehen, z. B. nach § 41 des Waffengesetzes.

### V. Abschnitt Jagdbeschränkungen, Pflichten bei der Jagdausübung und Beunruhigen von Wild
§§ 19–22a
In diesem Abschnitt geht es um Sachliche und Örtliche Verbote, das Beunruhigen von Wild, die Abschussregelung, die Jagd- und Schonzeiten und den Tierschutz.
So wird u. a. grundsätzlich geregelt, welche Jagdwaffen und Jagdarten und -methoden verboten sind, aber auch das Beunruhigen von Wild durch, z. B. Fotografieren, das Nachtjagdverbot und die Verwenden künstlicher Lichtquellen, die Verwendung von Fallen etc. Abschussregelungen umfassen die berechtigten Ansprüche der Land-, Forst- und
Fischereiwirtschaft auf Schutz gegen Wildschäden, den Schutz von Tierarten, deren Bestand bedroht erscheint, so dass ein gesunder Wildbestand aller heimischen Tierarten in angemessener Zahl erhalten bleibt und dies im Rahmen eines Abschussplanes für Schalenwild (außer Schwarzwild) unter Beachtung von jeweiligen Jagd- und Schonzeiten im Sinne der Hege. Zur Verhinderung von vermeidbaren Schmerzen oder Leiden des Wildes wird die Nachsuche und Wildfolge geregelt.

### VI. Abschnitt Jagdschutz
§§ 23–25
Inhalt des Jagdschutzes ist der Schutz des Wildes und die Einhaltung der zum Schutz des Wildes und der Jagd erlassenen Vorschriften, z. B. vor Wildseuchen und wer zum Jagdschutz berechtigt ist.

### VII. Abschnitt Wild- und Jagdschaden
§§ 26–35
Der Jagdausübungsberechtigte sowie der Nutzungsberechtigte eines Grundstückes sind berechtigt, das Wild zur Wildschadensverhütung von den Grundstücken abzuhalten oder zu verscheuchen, ohne dass das Grundstück beschädigt, noch das Wild verletzt wird. Zur Verhinderung übermäßigen Wildschadens kann eine Verringerung des Wildbestandes unabhängig von den Schonzeiten angeordnet und auch ohne Einverständnis des Jagdausübungsberechtigten durchgeführt werden. Sonstige Beschränkungen in der Hege beziehen sich auf das Hegen von Schwarzwild, das Verbot des Aussetzens von Schwarzwild und Wildkaninchen, die Bedingungen, fremde Tiere auszusetzen, und die Fütterung von Wild.
Wildschadensersatz durch Schalenwild, Wildkaninchen oder Fasanen ist von der Jagdgenossenschaft zu leisten, oder vertraglich, z. B. durch den Jagdpächter zu regeln. Die Ersatzpflicht der Jagdgenossenschaft bleibt bestehen, soweit der Geschädigte Ersatz von dem Pächter nicht erlangen kann. Die Länder können die Ersatzpflicht über eine Wildschadensausgleichskasse regeln. Wildschadenersatz durch Wild aus Gehege obliegt dem Verantwortlichen über die Aufsicht. Der Umfang der Ersatzpflicht errechnet sich aus den Werten, wie sie sich zur Zeit der Ernte darstellen würden. Ein Anspruch auf Ersatz von Wildschaden ist nicht gegeben, wenn der Geschädigte sich nicht unter bestimmten Bedingungen nach § 32 angemessen beteiligt.
Jagdschaden ist jeder, aus missbräuchlicher Jagdausübung entstehende Schaden und ersatzpflichtig. Der Schaden ist binnen einer Woche, nachdem von dem Schaden Kenntnis genommen wurde, anzumelden und gütlich oder in einem Feststellungsverfahren und erst danach in einem Vollstreckungsverfahren zu regeln.

### VIII. Abschnitt Inverkehrbringen und Schutz von Wild
§ 36
Beinhaltet die Ermächtigung des Bundes und der Länder, Vorschriften zu erlassen aus Gründen der Hege, zur Bekämpfung von Wilderei und Wildhehlerei, aus wissenschaftlichen Gründen oder zur Verhütung von Gesundheitsschäden durch Fallwild über Ursprungszeichen; den Besitz von Wild, das streng geschützt oder zu schützen ist; bei sonstigem Wild den gewerbsmäßigen Ankauf, Verkauf oder Tausch, den sonstigen Erwerb, oder das sonstige Inverkehrbringen von Wild.

### IX. Abschnitt Jagdbeirat und Vereinigungen der Jäger
§ 37
In den Ländern sind Jagdbeiräte zu bilden, denen Vertreter der Landwirtschaft, der Forstwirtschaft, der Jagdgenossenschaften, der Jäger und des Naturschutzes angehören müssen. Bei Verstoß gegen die Grundsätze der Weidgerechtigkeit ist eine Mitwirkung von Vereinigungen der Jäger vorgesehen.

### X. Abschnitt Straf- und Bußgeldvorschriften
§§ 38–42
Mit Freiheitsstrafe bis zu fünf Jahren oder mit Geldstrafe wird bestraft, wer gegen bestimmte Regeln des BJagdG verstößt. Verstöße gegen andere §§ sind Ordnungswidrigkeiten, die mit einer Geldbuße bis zu fünftausend Euro geahndet werden können, wobei sowohl die Einziehung von Gegenständen, die sich auf die Straftat oder Ordnungswidrigkeit beziehen, als auch die Entziehung des Jagdscheines möglich sind. Ein Verbot der Jagdausübung kann auch im Zusammenhang mit einer anderen Straftat oder Ordnungswidrigkeit ausgesprochen werden, wenn eine entsprechende Strafe verhängt wurde.

### XI. Abschnitt Schlussvorschriften
§§ 43–46
In Sonderregelungen wird die Ausübung des Jagdrechts auf der Insel Helgoland und die Jagd auf Wasservögel auf dem Untersee und dem Rhein bei Konstanz geregelt. Die Vorschriften des Lebensmittelrechts, Seuchenrechts, Fleischhygienerechts und Tierschutzrechts bleiben unberührt.